# Токарівська сільська рада (Дергачівський район)
Токарі́вська сільська́ ра́да — адміністративно-територіальна одиниця та орган місцевого самоврядування в Дергачівському районі Харківської області. Адміністративний центр — село Гоптівка.

## Загальні відомості
- Токарівська сільська рада утворена в 1947 році.
- Територія ради: 55,36 км²
- Населення ради: 2 005 особа (станом на 2015 рік)

## Населені пункти
Сільській раді підпорядковані населені пункти:
- с. Гоптівка
- с. Бугаївка
- с. Дементіївка
- с. Дубівка
- с. Кочубеївка
- с. Кудіївка
- с. Лобанівка
- с. Токарівка
- с. Токарівка Друга
- с. Шопине

## Склад ради
Рада складається з 14 депутатів та голови.
- Голова ради: Омельченко Наталія Миколаївна
- Секретар ради: Філатова Ольга Миколаївна

### Керівний склад попередніх скликань
| Прізвище, ім'я, по батькові | Основні відомості                                                         | Дата обрання | Дата звільнення |
| --------------------------- | ------------------------------------------------------------------------- | ------------ | --------------- |
| Калюжний Петро Іванович     | Сільський голова, 1948 року народження, освіта вища, член Партії регіонів | 31.10.2010   | 05.11.2015      |

Примітка: таблиця складена за даними сайту Верховної Ради України

### Депутати
За результатами місцевих виборів 2010 року депутатами ради стали:

#### За суб'єктами висування
| Суб'єкт висування | Кількість обраних депутатів | %   |
| самовисування     | 14 депутатів                | 100 |
| ----------------- | --------------------------- | --- |

#### За округами
| № округу | Прізвище, ім'я, по батькові     | Дата визнання обраним | Освіта               | Партійна приналежність                 | Відомості про обраного депутата                   |
| -------- | ------------------------------- | --------------------- | -------------------- | -------------------------------------- | ------------------------------------------------- |
| 1        | Ганзій Геннадій Петрович        | 05.11.2015            | вища                 | позапартійний                          | тимчасово безробітний                             |
| 2        | Кокарєв Ігор Валентинович       | 05.11.2015            | проофесійно-технічна | позапартійний                          | тимчасово безробітний                             |
| 3        | Гопта Ольга Валентинівна        | 05.11.2015            | середня спеціальна   | позапартійна                           | завідувач Токарівським сільським клубом           |
| 4        | Калюжний Олександр Петрович     | 05.11.2015            | професійно-технічна  | позапартійний                          | ЖКП "Токарівське" бригадир                        |
| 5        | Філатова Ольга Миколаївна       | 05.11.2015            | вища                 | позапартійна                           | Токарівська сільська рада, секретар               |
| 6        | Шворак Любов Михайлівна         | 05.11.2015            | вища                 | позапартійна                           | ЖКП "Токарівське", головний бухгалтер             |
| 7        | Крівошлик Віталій Володимирович | 05.11.2016            | вища                 | позапартійний                          | ПП "Крівошлик", приватний підприємець             |
| 8        | Махота Микола Федорович         | 05.11.2015            | базова вища          | позапартійний                          | ПАТ "Укртелеком", начальник СЛДТМ№6               |
| 9        | Вакула Тетяна Володимирівна     | 05.11.2016            | професійно-технічна  | Всеукраїнське об'єднання "Батьківщина" | тимчасово безробітний                             |
| 10       | Шклярук В'ячеслав Сергійович    | 05.11.2015            | вища                 | позапартійний                          | Споживче товариство "Козачо-Лопанське", бухгалтер |
| 11       | Хоця Олександр Іванович         | 05.11.2015            | загальна середня     | позапартійний                          | слюсар-сантехнік                                  |
| 12       | Колодочка Вікторія Вікторівна   | 05.11.2015            | вища                 | позапартійна                           | тимчасово безробітний                             |
| 13       | Радченко Любов Тимофіївна       | 05.11.2015            | базова середня       | позапартійна                           | пенсіонер                                         |
| 14       | Токар Оксана Миколаївна         | 05.11.2015            | професійно-технічна  | позапартійна                           | тимчасово безробітний                             |